# Рожен (полуостров)
Вижте пояснителната страница за други значения на Рожен.
Полуостров Рожен (на английски: Rozhen Peninsula) се намира в югоизточната част на остров Ливингстън от групата на Южните Шетландски острови в Антарктика. На него е най-южната точка на остров Ливингстън - нос Ботев. 
Разположен е между Лъжливия залив на запад, протока Брансфийлд на югоизток и залива Бруноу на изток. Дължината му е 9 км в югозападна посока към нос Барнард, а ширината - 8,8 км.
Полуостровът е преобладаващо покрит с лед. Вътрешността му е заета от югозападната част на хребета Фрисланд от Тангра планина и спускащите се от него ледници.

## Местоположение
Географски координати на полуостров Рожен (център): 62°43′00″ ю. ш. 60°15′00″ з. д. / 62.716667° ю. ш. 60.25° з. д.

## Произход на името
Наименуван е на селището Рожен и Роженския манастир в Пирин планина, и върха и прохода Рожен в Родопите.

## Картографиране
Картографирането е британско от 1968 година, чилийско от 1971 година, аржентинско от 1980 година, испанско от 1991 година и българско от 2005 и 2009 година.

## Карти
- L.L. Ivanov et al. Antarctica: Livingston Island and Greenwich Island, South Shetland Islands. Scale 1:100000 topographic map. Sofia: Antarctic Place-names Commission of Bulgaria, 2005.
- L.L. Ivanov. Antarctica: Livingston Island and Greenwich, Robert, Snow and Smith Islands. Scale 1:120000 topographic map. Troyan: Manfred Wörner Foundation, 2010. ISBN 978-954-92032-9-5 (First edition 2009. ISBN 978-954-92032-6-4)
- Antarctic Digital Database (ADD). Scale 1:250000 topographic map of Antarctica. Scientific Committee on Antarctic Research (SCAR). Since 1993, regularly upgraded and updated.
- L.L. Ivanov. Antarctica: Livingston Island and Smith Island. Scale 1:100000 topographic map. Manfred Wörner Foundation, 2017. ISBN 978-619-90008-3-0